# 1e Critics Choice Super Awards
De 1e Critics Choice Super Awards vonden plaats op 10 januari 2021. Er werden prijzen uitgereikt in verschillende categorieën voor genrefilms en -series uit het jaar 2020. De ceremonie werd gepresenteerd door Kevin Smith en Dani Fernandez. Vanwege de coronapandemie vond de uitreiking virtueel plaats en waren de genomineerden verspreid over verschillende locaties over de hele wereld. De genomineerden werden op 19 november 2020 bekendgemaakt.

## Film - winnaars en genomineerden
De winnaars staan bovenaan in vet lettertype.

### Beste actiefilm
- Da 5 Bloods
  - Bad Boys for Life
  - Extraction
  - Greyhound
  - The Hunt
  - Mulan
  - The Outpost
  - Tenet

### Beste acteur in een actiefilm
- Delroy Lindo - Da 5 Bloods
  - Tom Hanks - Greyhound
  - Chris Hemsworth - Extraction
  - Caleb Landry Jones - The Outpost
  - Will Smith - Bad Boys for Life
  - John David Washington - Tenet

### Beste actrice in een actiefilm
- Betty Gilpin - The Hunt
  - Yifei Liu - Mulan
  - Blake Lively - The Rhythm Section
  - Iliza Shlesinger - Spenser Confidential
  - Hilary Swank - The Hunt

### Beste animatiefilm
- Soul
  - Onward
  - Over the Moon
  - A Shaun the Sheep Movie: Farmageddon
  - The Willoughbys
  - Wolfwalkers

### Beste stemacteur in een animatiefilm
- Jamie Foxx - Soul
  - Will Forte - The Willoughbys
  - Tom Holland - Onward
  - John Krasinski - Animal Crackers
  - Chris Pratt - Onward
  - Sam Rockwell - The One and Only Ivan

### Beste stemactrice in een animatiefilm
- Tina Fey - Soul
  - Honor Kneafsey - Wolfwalkers
  - Maya Rudolph - The Willoughbys
  - Phillipa Soo - Over the Moon
  - Octavia Spencer - Onward
  - Eva Whittaker - Wolfwalkers

### Beste superheldenfilm
- The Old Guard
  - Birds of Prey
  - Secret Society of Second-Born Royals
  - Sonic the Hedgehog
  - Superman: Man of Tomorrow

### Beste acteur in een superheldenfilm
- Ewan McGregor - Birds of Prey
  - Skylar Astin - Secret Society of Second-Born Royals
  - Jim Carrey - Sonic the Hedgehog
  - Chiwetel Ejiofor - The Old Guard
  - Ben Schwartz - Sonic the Hedgehog

### Beste actrice in een superheldenfilm
- Margot Robbie - Birds of Prey
  - KiKi Layne - The Old Guard
  - Peyton Elizabeth Lee - Secret Society of Second-Born Royals
  - Jurnee Smollett - Birds of Prey
  - Charlize Theron - The Old Guard

### Beste horrorfilm
- The Invisible Man
  - Freaky
  - Relic
  - The Rental
  - Sputnik

### Beste acteur in een horrorfilm
- Vince Vaughn - Freaky
  - Ṣọpẹ Dìrísù - His House
  - Pyotr Fyodorov - Sputnik
  - Michiel Huisman - The Other Lamb
  - Dan Stevens - The Rental

### Beste actrice in een horrorfilm
- Elisabeth Moss - The Invisible Man
  - Haley Bennett - Swallow
  - Angela Bettis - 12 Hour Shift
  - Kathryn Newton - Freaky
  - Sheila Vand - The Rental

### Beste sciencefiction / fantasyfilm
- Palm Springs
  - Love and Monsters
  - Possessor
  - Synchronic
  - The Vast of Night

### Beste acteur in een sciencefiction / fantasyfilm
- Andy Samberg - Palm Springs
  - Christopher Abbott - Possessor
  - Jake Horowitz - The Vast of Night
  - Anthony Mackie - Synchronic
  - J.K. Simmons - Palm Springs

### Beste actrice in een sciencefiction / fantasyfilm
- Cristin Milioti - Palm Springs
  - Ally Ioannides - Synchronic
  - Katherine Langford - Spontaneous
  - Sierra McCormick - The Vast of Night
  - Andrea Riseborough - Possessor

### Beste schurk in een film
- Jim Carrey - Sonic the Hedgehog
  - Kathryn Newton - Freaky
  - Martin Short en Jane Krakowski - The Willoughbys
  - J.K. Simmons - Palm Springs
  - Hilary Swank - The Hunt

## Televisie - winnaars en genomineerden
De winnaars staan bovenaan in vet lettertype.

### Beste actieserie
- Vikings
  - 9-1-1
  - Hanna
  - Hunters
  - S.W.A.T.
  - Warrior

### Beste acteur in een actieserie
- Daveed Diggs - Snowpiercer
  - Andrew Koji - Warrior
  - Logan Lerman - Hunters
  - Alexander Ludwig - Vikings
  - Shemar Moore - S.W.A.T.
  - Al Pacino - Hunters

### Beste actrice in een actieserie
- Angela Bassett - 9-1-1
  - Jennifer Connelly - Snowpiercer
  - Esme Creed-Miles - Hanna
  - Mireille Enos - Hanna
  - Katheryn Winnick - Vikings
  - Alison Wright - Snowpiercer

### Beste animatieserie
- BoJack Horseman
  - Archer
  - Big Mouth
  - Central Park
  - Harley Quinn
  - Rick and Morty
  - Star Trek: Lower Decks

### Beste stemacteur in een animatieserie
- Will Arnett - BoJack Horseman
  - H. Jon Benjamin - Archer
  - Nick Kroll - Big Mouth
  - John Mulaney - Big Mouth
  - Jack Quaid - Star Trek: Lower Decks
  - Justin Roiland - Rick and Morty
  - J.B. Smoove - Harley Quinn

### Beste stemactrice in een animatieserie
- Kaley Cuoco - Harley Quinn
  - Tawny Newsome - Star Trek: Lower Decks
  - Maya Rudolph - Big Mouth
  - Amy Sedaris - BoJack Horseman
  - Aisha Tyler - Archer
  - Jessica Walter - Archer

### Beste superheldenserie
- The Boys
  - DC's Legends of Tomorrow
  - Doom Patrol
  - The Flash
  - Lucifer
  - The Umbrella Academy

### Beste acteur in een superheldenserie
- Antony Starr - The Boys
  - Jon Cryer - Supergirl
  - Tom Ellis - Lucifer
  - Grant Gustin - The Flash
  - Karl Urban - The Boys
  - Cress Williams - Black Lightning

### Beste actrice in een superheldenserie
- Aya Cash - The Boys
  - Melissa Benoist - Supergirl
  - Diane Guerrero - Doom Patrol
  - Elizabeth Marvel - Helstrom
  - Lili Reinhart - Riverdale
  - Cobie Smulders - Stumptown

### Beste horrorserie
- Lovecraft Country
  - Evil
  - The Haunting of Bly Manor
  - The Outsider
  - Supernatural
  - The Walking Dead

### Beste acteur in een horrorserie
- Jensen Ackles - Supernatural
  - Mike Colter - Evil
  - Michael Emerson - Evil
  - Jonathan Majors - Lovecraft Country
  - Ben Mendelsohn - The Outsider
  - Jared Padalecki - Supernatural
  - Michael K. Williams - Lovecraft Country

### Beste actrice in een horrorserie
- Jurnee Smollett - Lovecraft Country
  - Natalie Dormer - Penny Dreadful: City of Angels
  - Cynthia Erivo - The Outsider
  - Katja Herbers - Evil
  - T'Nia Miller - The Haunting of Bly Manor
  - Wunmi Mosaku - Lovecraft Country
  - Victoria Pedretti - The Haunting of Bly Manor

### Beste sciencefiction / fantasyserie
- The Mandalorian
  - Outlander
  - Raised by Wolves
  - Star Trek: Discovery
  - Star Trek: Picard
  - Upload
  - What We Do in the Shadows

### Beste acteur in een sciencefiction / fantasyserie
- Patrick Stewart - Star Trek: Picard
  - Robbie Amell - Upload
  - Travis Fimmel - Raised by Wolves
  - Sam Heughan - Outlander
  - Kayvan Novak - What We Do in the Shadows
  - Pedro Pascal - The Mandalorian
  - Nick Offerman - Devs

### Beste actrice in een sciencefiction / fantasyserie
- Natasia Demetriou - What We Do in the Shadows
  - Caitriona Balfe - Outlander
  - Amanda Collin - Raised by Wolves
  - Sonequa Martin-Green - Star Trek: Discovery
  - Thandie Newton - Westworld
  - Hilary Swank - Away
  - Jodie Whittaker - Doctor Who

### Beste schurk in een serie
- Antony Starr - The Boys
  - Tom Ellis - Lucifer
  - Abbey Lee - Lovecraft Country
  - Samantha Morton - The Walking Dead
  - Sarah Paulson - Ratched
  - Finn Wittrock - Ratched

## Legacy Award
- Star Trek-franchise